# 3996 Fugaku
A 3996 Fugaku (ideiglenes jelöléssel 1988 XG1) a Naprendszer kisbolygóövében található aszteroida. Arai, M. és Mori, H. fedezte fel 1988. december 5-én.